# Route nationale 97
La route nationale 97 (RN 97 o N 97) è stata una strada nazionale francese che partiva da Tolone e terminava a Le Luc. Venne completamente declassata nel 2006.

## Percorso
Cominciava laddove finiva la N8 e, attraversate La Valette-du-Var e La Garde, si dirigeva a nord passando per La Farlède, Solliès-Pont e Cuers e terminando a Le Luc sulla N7. Questo tratto è ora declassato a D97; prima di essere sostituita dalla N7 negli anni '30, la N97 proseguiva lungo la valle dell'Argens fino a Fréjus, quindi giungeva a Cannes e si concludeva ad Antibes.